# منطقه خطرناک

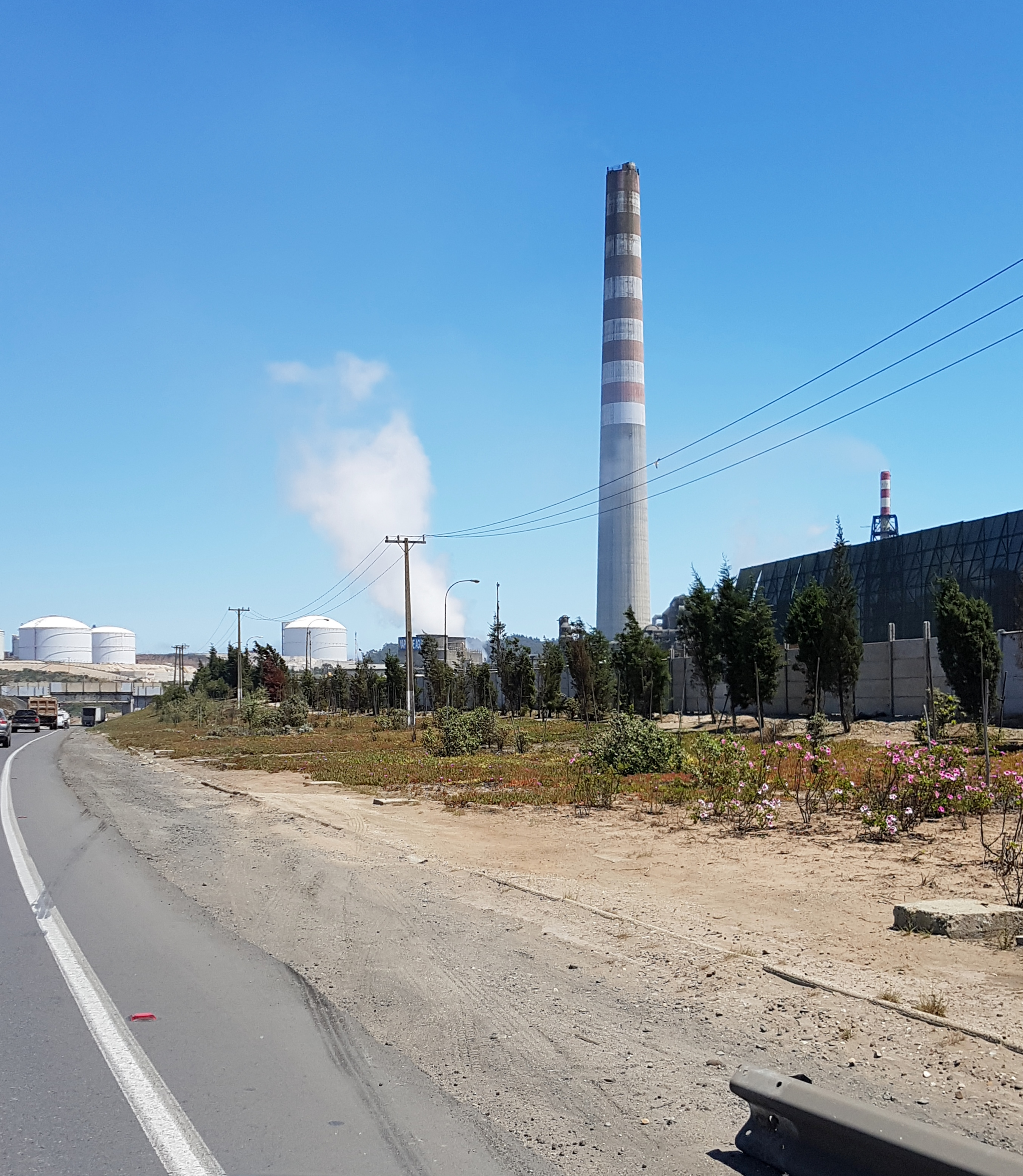
منطقه خطرناک

منطقه قربانی (اغلب به عنوان منطقه قربانی ملی یا منطقه قربانی ملی نامیده می‌شود) یک منطقه جغرافیایی که به‌طور دائم توسط تغییرات شدید محیطی یا عدم سرمایه‌گذاری اقتصادی، اغلب از طریق استفاده از زمین ناخواسته محلی (LULU) آسیب دیده‌است. این مناطق بیشتر در جوامع کم درآمد و در اقلیت وجود دارد. مفسرانی از جمله کریس هجز، جو ساکو و استفان لرنر استدلال کرده‌اند که فعالیت‌های تجاری شرکت‌ها به تولید مناطق مخروبه کمک می‌کنند. گزارش سال ۲۰۲۲ سازمان ملل نشان می‌دهد که میلیون‌ها نفر در سراسر جهان در مناطق در معرض آلودگی هستند.

## تعریف
منطقه قربانی یا منطقه آسیب دیده یک منطقه جغرافیایی است که برای همیشه به دلیل آسیب‌های زیست‌محیطی یا عدم سرمایه‌گذاری اقتصادی آسیب دیده‌است. این‌ها مکان‌هایی هستند که از طریق استفاده از زمین‌های ناخواسته محلی (LULU) آسیب دیده‌اند و باعث ایجاد «آلودگی شیمیایی در جایی که ساکنان بلافاصله در مجاورت صنایع یا پایگاه‌های نظامی بسیار آلوده زندگی می‌کنند.»
یکی از تعریف‌های انگلیسی در دبیرستان بین‌المللی در پرسپکت هایتس در بروکلین، نیویورک، این بود: «منطقه قربانی جایی است که هیچ انتخابی در مورد احیا برای آن وجود ندرد. شخص دیگری بدون اجازه مردم و جامعه یا سرزمین و بین‌الملی آن‌ها را قربانی می‌کند.» با همکاری دانش‌آموزان، تعریف پیچیده‌تری ارائه شد: «به نام پیشرفت (توسعه اقتصادی، آموزش، مذهب، کارخانه‌ها، فناوری) ممکن است گروه‌های خاصی از مردم (که معمولی و عادی‌تر نامیده می‌شوند) آسیب ببینند یا قربانی شوند. گروه‌های دیگر (برترین‌ها) نفع ببرند».

## ریشه‌یابی
مفهوم مناطق قربانی برای اولین بار در طول جنگ سرد، به عنوان یک نتیجه احتمالی اتمی مورد بحث قرار گرفت و این اصطلاح در اتحاد جماهیر شوروی ابداع شد.
به گفته هلن هانتینگتون اسمیت، این اصطلاح برای اولین بار در ایالات متحده در مورد اثرات بلندمدت استخراج زغال سنگ در غرب آمریکا در دهه ۱۹۷۰ مورد استفاده قرار گرفت. کمیته مطالعات آکادمی ملی علوم/آکادمی ملی مهندسی در مورد پتانسیل برای احیای زمین‌های استخراج شده از معادن سطحی برای زغال سنگ در غرب ایالات متحده گزارشی را در سال ۱۹۷۳ ارائه کرد که این اصطلاح را معرفی کرد، و به این نتیجه رسید:
در هر منطقه، احتمال بازسازی یک منطقه به اهداف کاربری زمین، ویژگی‌های سایت یا زمین‌ها، فناوری موجود و مهارتی که این فناوری با آن به کار می‌رود بستگی دارد. در نهایت، اگر زمین‌های مین‌گذاری شده سطحی به عنوان مناطق قربانی ملی اعلام شوند، همه مناطق زیست‌محیطی احتمال بالایی برای بازسازی موفقیت‌آمیز دارند. با این حال، اگر هدف ترمیم کامل باشد، موضوع توانبخشی در هر منطقه هیچ احتمال موفقیتی ندارد.
به‌طور مشابه در سال ۱۹۷۵، ژنویو اتوود در مجله علمی آمریکایی نوشت. استخراج سطحی بدون احیاء، زمین را برای همیشه از استفاده مولد حذف می‌کند. چنین زمین‌هایی به بهترین وجه می‌توانند به عنوان یک منطقه قربانی ملی طبقه‌بندی شوند. با این حال، با احیای موفقیت‌آمیز، استخراج معادن سطحی می‌تواند تنها به یکی از مجموعه‌ای از کاربری‌ها تبدیل شود که صرفاً کاربری فعلی را قطع می‌کند و سپس زمین را به بهره‌وری بالقوه معادل یا حتی بالاتر برمی‌گرداند.

## صنعت فضایی

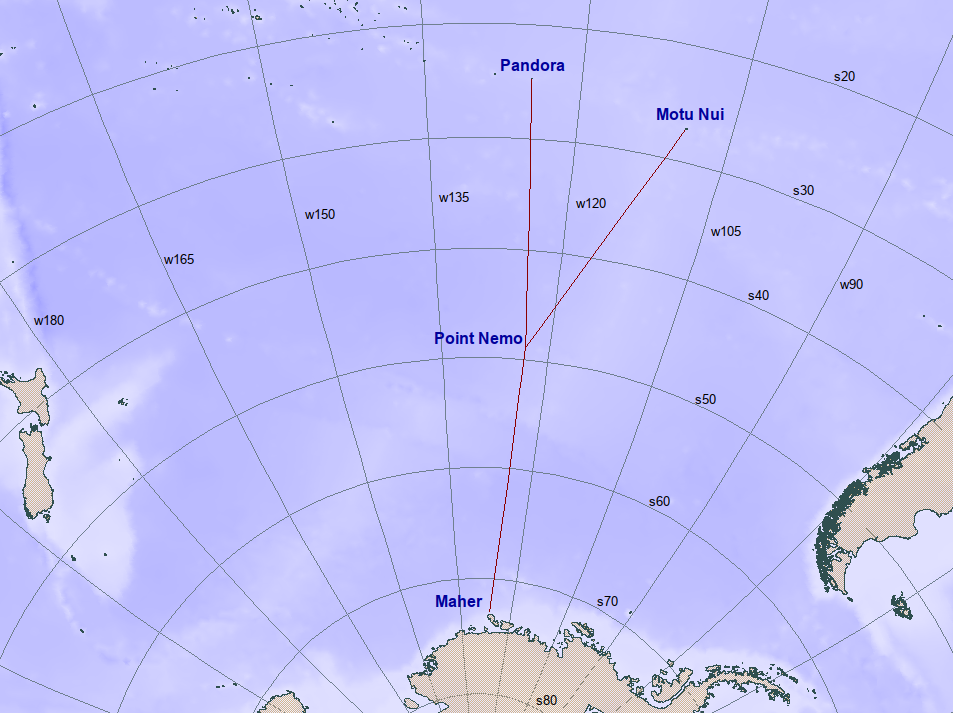
نقطه نمو مجموعه ای از مختصات در اقیانوس آرام جنوبی است که از هر جهت از خشکی دورتر است.این نقطه به عنوان یکی از دور افتاده ترین مناطق شناخته شده است.

تعاملات انسان و محیط زیست که در قلب عدالت زیست‌محیطی قرار دارند، از جمله مناطق قربانی، لزوماً محدود به فضاهای درون جو ما نیستند. کلینگر بیان می‌کند که «ژئوپلیتیک محیطی زمین و فضای بیرونی به‌طور جدایی ناپذیری با سیاست فضایی امتیاز و فداکاری در میان مردم، مکان‌ها و نهادها مرتبط است». دانت و همکاران مفاهیم فاجعه آمیز تغییرات آب و هوایی را که مسابقه فضایی معاصر را پیش می‌برد با مفاهیم آخرالزمان کوتاه مدت مشخصه استعمار اروپا مقایسه می‌کنند. آن‌ها بیشتر توضیح می‌دهند که چگونه مرزهای استعماری گذشته با سرزمین‌های شلوغ و تخریب‌شده اروپای غربی در تضاد بودند و بر اساس «خیر بزرگ‌تر» قربانی تلقی می‌شدند. آن‌ها استدلال می‌کنند که این منطق بسیار شبیه به منطق مسابقه فضایی معاصر است. این امر در هر دو منطقه قربانی مربوط به زیرساخت‌های پرتاب، زباله‌ها و زباله‌های مداری آشکار می‌شود.

## فضای بیرونی
خود فضای بیرونی اغلب به عنوان «منطقه قربانی نهایی» قاب می‌شود. این قاب‌بندی بر اساس این ادعا است که گستره نامحدود فضای بیرونی فرصت‌های بی‌نهایتی را برای تجمع، بهره‌برداری و آلودگی فراهم می‌کند. بر خلاف این چارچوب بندی فضای بیرونی، بی‌نهایت دارای جغرافیایی است که عناصر آن محیطی هستند.

## بقایای مداری
زباله‌های مداری را می‌توان به عنوان موادی تعریف کرد که در مدارهای زمین که بین ۱۶۰ کیلومتر تا ۴۰۰۰۰ کیلومتر بالاتر از سطح دریا هستند در گردش هستند. نیم میلیون قطعه آشغال فضایی در مدارهای زمین وجود دارد که خطری برای ایستگاه فضایی بین‌المللی، ماهواره‌ها و پرتاب‌های فضایی جدید است. تخمین دیگر این است که بیش از صد میلیون قطعه زباله در مدارهای زمین وجود دارد. سفر با سرعت تا ۲۸۰۰۰ کیلومتر در ساعت، زباله‌های بزرگتر از چند سانتی‌متر قادر به ایجاد آسیب جدی یا از کار انداختن وسایل نقلیه فضایی هستند. زباله‌های تولید شده در دهه‌های اول اکتشاف فضایی، تعداد مسیرهای خروج و ورود مجدد را برای پرتاب‌های فضایی جدید و دسترسی به مسیرهای مداری در دسترس قدرت‌های فضایی آینده را محدود کرده‌است. دسترسی به فضای مداری نقش مهمی در توسعه و حاکمیت ملی ایفا می‌کند، زیرا فقدان دسترسی، جمع‌آوری داده‌ها و قابلیت‌های ارتباطی محدودی را تحمیل می‌کند، بنابراین، کشورهایی که دسترسی ندارند باید به شرکت‌های خصوصی خدمات داده که به‌طور انتخابی به صورت رایگان توسط آژانس‌های فضایی ملی ارائه می‌شوند، تکیه کنند. به گفته کلینگر، اعمال قدرت‌های فضایی اولیه در مدار زمین، ژئوپلیتیکی را ایجاد کرده‌است که با تفاوت‌ها و نابرابری‌های قدرت ریشه‌دار مشخص می‌شود که از طریق دسترسی محدود به فضای بیرونی برای کشورهای در حال توسعه و مسئولیت محدود برای قدرت‌های فضایی موجود آشکار می‌شود. از این نظر، عملکرد قدرتمندان، محیط‌های فضای بیرونی را تخریب می‌کند، و آسیب‌های آتی را برای مردم کم‌توان ایجاد می‌کند، بنابراین محیط زیست را به عنوان یک منطقه قربانی توصیف می‌کند.

## نقطه نمو
Point Nemo یا نقاط در دور دست یک نقطه اقیانوسی غیرقابل دسترس است که در داخل ژیر اقیانوس آرام جنوبی واقع شده‌است. این مکان به عنوان دورافتاده‌ترین مکان در جهان انتخاب شده‌است و به عنوان فضای زباله برای زیرساخت‌های فضایی و کشتی‌ها عمل می‌کند. از سال ۱۹۷۱، ۲۷۳ فضاپیما و ماهواره به نقطه نمو هدایت شده‌اند. این تعداد شامل ایستگاه فضایی میر (۱۴۲ تن) و شامل ایستگاه فضایی بین‌المللی در سال ۲۰۲۴ (۲۴۰ تن) خواهد بود. در سال ۲۰۱۸، مشخص شد که آب دارای ۲۶ ذره میکروپلاستیک در هر متر مکعب است، به این معنی که بسیار آلوده‌است. نقطه نمو یکی از دورافتاده‌ترین نقاط زمین است، اما اکولوژی آن به عنوان منطقه قربانی اقیانوسی تعیین شده‌است. از منظر جغرافیای بحرانی، آلودگی این مشترکات جهانی علت چند کشور فضاپیما است - پتانسیل کشورهای فضاپیمای آینده برای استفاده از فضا را محدود می‌کند.

## سایت‌های پرتاب موشک
از دهه ۱۹۶۰، بیش از سیصد سایت پرتاب موشک در سطح جهان ساخته شده‌است. از بین این سیصد سایت پرتاب، ۱۷ مورد تنها در سال ۲۰۱۷ میزبان ۹۰ پرتاب بودند. پرتاب موشک از طریق ایجاد زیرساخت‌های لازم، قرار گرفتن محیط‌های محلی در معرض پسماندهای سمی و پراکندگی آلاینده‌ها بر محیط‌های محلی و جهانی تأثیر می‌گذارد. موشک‌ها تنها منبع انتشار مستقیم انسان زایی به استراتوسفر هستند و مواد تخریب کننده لایه ازن مانند اکسید نیتروژن، کلرید هیدروژن و اکسید آلومینیوم را منتشر می‌کنند. این مواد می‌توانند ۱۰۵ مولکول ازن را قبل از تهی شدن از بین ببرند. هر پرتاب منطقه ای را با سموم، فلزات سنگین و اسیدها در یک کیلومتری متراکم می‌کند. این منجر به باران‌های اسیدی منطقه ای، مرگ گیاهان، کشتن ماهی‌ها و جوانه زنی ناموفق بذر می‌شود. علاوه بر این، مطالعات روی غلظت عناصر کمیاب در تمساح‌ها، در نزدیکی فعالیت‌های پرتاب ناسا در فلوریدا (ایالات متحده آمریکا)، نشان داد که بیش از ۵۰ درصد تمساح‌ها سطوح عناصر کمیاب در کبدشان «بیشتر از سمی» بودند. به‌طور مشابه، تحقیقات در قزاقستان، روسیه و چین نشان داده‌است که دی متیل هیدرازین نامتقارن (UDMH) دارای اثرات سرطان زا، جهش زا، تشنجی، تراتوژنیک، جنین سمی و مخرب DNA بر روی جوندگانی است که در نزدیکی کیهان بایکونور، قزاقستان زندگی می‌کنند. با این حال، مشخص نیست که این اثرات سمی در چه غلظت‌هایی در انسان ظاهر می‌شود یا چگونه ممکن است در زنجیره غذایی تجمع بیولوژیکی داشته باشد. فقدان منابع کافی برای حفظ محیط‌های ایمن و غیر سمی باعث می‌شود که این مناطق مناطق و فضاهای زباله را قربانی کنند. دورافتادگی نسبی این فضاها خود را به محل پرتاب تبدیل می‌کند، با این حال این «حاشیه» برای ساکنان انسانی و غیرانسانی آنها که «فداکار» می‌شوند، مرکزی باقی می‌ماند.